# Ourinhos (tiểu vùng)
Ourinhos là một tiểu vùng thuộc bang São Paulo, Brasil. Tiều vùng này có diện tích 5568 km², dân số năm 2007 là 270460 người.